# Acanthermia didactica
Acanthermia didactica är en fjärilsart som beskrevs av Dyar 1914. Acanthermia didactica ingår i släktet Acanthermia och familjen nattflyn. Inga underarter finns listade i Catalogue of Life.